# Luszawa
Luszawa [pronunciación en polaco: /luˈʂava/] es una aldea ubicada en el distrito administrativo de Gmina Ostrówek, dentro del condado de Lubartów, voivodato de Lublin, en el este de Polonia. Se encuentra a unos 4 kilómetros al oeste de Ostrówek, a 14 kilómetros al norte de Lubartów, y a 38 kilómetros al norte de la capital regional Lublin.
El pueblo tiene una población de 376 habitantes.